# Classe Matsushima
La classe Matsushima fu una classe navale di incrociatori protetti della Marina imperiale giapponese progettati dall'ingegnere francese Louis-Émile Bertin.

## Progetto
Basate sui principi della Jeune École, le navi di questa classe formarono l'ossatura della Marina imperiale giapponese durante la prima guerra sino-giapponese. Il governo giapponese non disponeva ancora delle risorse per dotare la sua marina di corazzate per contrastare la flotta cinese, invece adottò la teoria radicale dell'uso di navi da guerra più piccole e veloci, con una corazzatura leggera e cannoni di piccolo calibro e lunga gittata, accoppiati ad un massiccio, singolo cannone Canet da 320/38 mm. Il progetto si dimostrò infine poco pratico, dato che il rinculo del grosso cannone stressava eccessivamente la struttura di un vascello dal dislocamento così basso e i tempi di ricarica erano troppo lunghi, comunque gli incrociatori di questa classe servirono bene al loro scopo contro la male equipaggiata e mal condotta flotta cinese. Inizialmente era stata pianificata la costruzione di un quarto vascello di questa classe, ma la cancellazione della sua costruzione a causa di dubbi sul progetto fu uno dei fattori che condusse alle dimissioni e al rimpatrio di Bertin.
Il cannone principale Canet da 320/38 mm (12,6"/38) della prima nave della classe, la Matsushima era montato in barbetta a poppa e l'armamento secondario a prua, mentre nelle sue due navi sorelle, la Itsukushima e la Hashidate, la disposizione era inversa.
Il peso del cannone da 320/38 era pari a 67 tonnellate, mentre i suoi proiettili in acciaio fucinato (lunghi un metro e pesanti 450 kg) potevano perforare 334 millimetri di corazza a 8 km di distanza, mentre la gittata massima raggiungibile era pari a 12.000 metri. Questi cannoni erano molto difficili per navi così piccole come i Matsushima, soggetti a frequenti avarie meccaniche e con un rateo di tiro sconsolante. Durante le cinque ore in cui durò la battaglia dello Yalu, i tre incrociatori spararono in tutto 14 colpi da 320 mm, una media di 0,93 colpi a testa all'ora.
"Dal momento che un colpo è sparato, è finita la giornata", così usavano dire i cadetti imbarcati sul Matsushima quando questi fu trasformato in nave scuola.
Proprio il Matsushima affonderà per l'esplosione della santabarbara con 207 dei 350 uomini dell'equipaggio, nel corso di una crociera addestrativa, il 30 aprile 1908. Un memoriale dedicato a questo incrociatore si trova nel tempio di Omido-Ji, a Mihama, dove viene anche conservato un proiettile da 320 mm.

## Navi della classe
| Nome        | Cantiere                                                                 | Impostata        | Varata          | Completata     | Fato finale                                                          |  |
| Matsushima  | Compagnie des Forges et Chantiers de la Méditerranée à la Seyne, Francia | 17 febbraio 1888 | 22 gennaio 1890 | marzo 1891     | Esplosione del magazzino munizioni nel porto di Mako, 30 aprile 1908 |  |
| Itsukushima | Compagnie des Forges et Chantiers de la Méditerranée à la Seyne, Francia | gennaio 1888     | 11 luglio 1889  | agosto 1891    |                                                                      |  |
| Hashidate   | Cantieri navali di Yokosuka                                              | 6 agosto 1888    | 24 marzo 1891   | 26 giugno 1894 | Smantellata 1927                                                     |  |